# PPP1R14B
PPP1R14B (англ. Protein phosphatase 1 regulatory inhibitor subunit 14B) – білок, який кодується однойменним геном, розташованим у людей на короткому плечі 11-ї хромосоми. Довжина поліпептидного ланцюга білка становить 147 амінокислот, а молекулярна маса — 15 911.
| 10         |  | 20         |  | 30         |  | 40         |  | 50         |
| ---------- |  | ---------- |  | ---------- |  | ---------- |  | ---------- |
| MADSGTAGGA |  | ALAAPAPGPG |  | SGGPGPRVYF |  | QSPPGAAGEG |  | PGGADDEGPV |
| RRQGKVTVKY |  | DRKELRKRLN |  | LEEWILEQLT |  | RLYDCQEEEI |  | PELEIDVDEL |
| LDMESDDARA |  | ARVKELLVDC |  | YKPTEAFISG |  | LLDKIRGMQK |  | LSTPQKK    |

A: Аланін

C: Цистеїн

D: Аспарагінова кислота

E: Глутамінова кислота

F: Фенілаланін

G: Гліцин

I: Ізолейцин

K: Лізин

L: Лейцин

M: Метіонін

N: Аспарагін

P: Пролін

Q: Глутамін

R: Аргінін

S: Серин

T: Треонін

V: Валін

W: Триптофан

Кодований геном білок за функцією належить до фосфопротеїнів. 
Задіяний у такому біологічному процесі, як ацетилювання. 
Локалізований у цитоплазмі.